# Římskokatolická farnost Velká Polom
Římskokatolická farnost Velká Polom je farnost římskokatolické církve v děkanátu Hlučín ostravsko-opavské diecéze.
Farním kostelem (vysvěcen r. 1288) je kostel svatého Václava ve Velké Polomi s gotickým kněžištěm, renesanční lodí a barokní věží. Vedle kostela je ve Velké Polomi rovněž od roku 2010 kaple ve farní budově zasvěcená Božímu milosrdenství.
Vedle farního kostela se pravidelné bohoslužby konají v přifařených obcích:
- v Dolní Lhotě ve filiálním kostele svatého Cyrila a Metoděje, postaveném počátkem 21. století na místě smuteční obřadní síně (kaple) zbudované roku 1969 a vysvěceném 8. srpna 2004,(neděle, středa)[4]
- v Horní Lhotě v obecní kapli Spasitele z roku 1945, opravené v roce 2009.(neděle, čtvrtek)[5]

V Čavisově je nevelká obecní kaple z roku 1852.

## Historie
Farnost (resp. podací) ve Velké Polomi se zmiňuje roku 1447. Další zmínka je z roku 1492, v roce 1508 se zdejší farář jmenoval Mikuláš Fick a byl též oltářníkem v kapli svaté Anny hlučínského farního kostela, v roce 1511 to byl Ondřej, který si u olomoucké biskupské konzistoře stěžoval na faráře v Polské Ostravě, že ho pohaněl z kazatelny. V roce 1563 sem majitel panství Mikuláš Tvorkovský z Kravař dosadil Stanislava Poláka, který se pro novoty v bohoslužbě vadil s farníky i patronem byl předvolán k biskupovi do Kroměříže. Brzy poté (v letech 1571–1625) byla farnost evangelická; k roku 1591 ji olomoucký biskup nechával spravovat z Hlučína.
Za třicetileté války byla Velká Polom jednou z prvních farností v okolí, která byla obsazena římskokatolickým knězem, totiž asi od roku 1637: roku 1639 se zde připomíná karmelitán Jan Ludvík Rusinovský. Z Velké Polomi byly nějakou dobu spravovány i farnosti v Porubě, Plesné a Klimkovicích, kde působení katolických kněží ztěžovaly hmotné podmínky i odpor dosud nekatolické vrchnosti. Od roku 1645 jsou ve Velké Polomi vedeny farní matriky.
Patronát farnosti patřil vrchnosti, tedy majitelům statku Velké Polom a později panství Klimkovice, k němuž Velká Polom patřila. Mezi nejvýznamnější patří Donátové z Velké Polomi (kolem 1350–1486), Pražmové z Bílkova (1530–1666) a pak od roku 1685 Wilczkové (Vlčkové) z Dobré Zemice.
Obvod farnosti byl původně mnohem rozsáhlejší a zahrnoval vesnice Hrabyně, Josefovice, Lhota a Smolkov (od roku 1784 tvořící farnost Hrabyně), Háj ve Slezsku a Chabičov (od roku 1905 oddělené k nové farnosti Chabičov) a Krásné Pole (přefařené roku 1999 k Ostravě-Porubě). V současnosti k farnosti náležejí vedle samotné Velké Polomi vesnice Čavisov, Dolní Lhota a Horní Lhota.
Farnost Velká Polom patřila v 17. století k děkanátu Opava, od vzniku děkanátu Hlučín roku 1671 pak k němu až do roku 1780, kdy byla přidělena k děkanátu Bílovec. U toho zůstala až do reorganizace církevní správy k 1. lednu 1963, kdy byla přidělena k děkanátu Hlučín. Do roku 1996 byla součástí (arci)diecéze olomoucké, od uvedeného roku pak nově vytvořené diecéze ostravsko-opavské.
Farářem farnosti je od 1. 7. 2021 Mgr. Zdenko Vavro.

## Faráři ve Velké Polomi
Duchovními správci velkopolomské farnosti byli:
- 1508 Mikuláš Fick
- 1511 Ondřej
- 1519 Jan Kajl
- ? - Mikuláš Tvorkovský
- 1563 Stanislav Polák
- 1571-1592 Prokop Sulikovský
- 1592-1610 Jan Haluza
- 1610-1624 Pavel Haluza
- 1624-1626 Ondřej Brochocius
- 1637–1645 Jan Ludvík Rusinovský
- 1645–1660 Řehoř František Kovaldzik
- 1660–1668 Tomáš Ferdinand Kolenko
- 1668–1687 Ondřej František Kabernator
- 1687–1689 Martin Josef Chytil
- 1689–1705 Mikuláš Ignác Malát
- 1705–1732 Michael Josef Barklovský
- 1733–1758 Jan Ondřej Lub
- 1758–1777 Anton Neuwerth
- 1777–1813 Jan Tichý
- 1813–1847 Cyprián Schneider, od 1845 bílovecký děkan
- 1847–1876 Kazimír Tomášek český národní buditel ve Slezsku.

- 1876-1911 Karel Klimkovský
- 1910-33 Josef Chrobák
- 1933-61 Alois Stratil
- 1961-68 Julius Žvak
- 31.X.1968 - 30.XI.1966 Josef Bystřický

- 1997–2008 Petr Eliáš
- od 1. 7. 2008 - 30.6.2016 Mariusz Tomasz Banaszczyk, administrátor
- od 1. 7. 2016 Mgr. Radek Petr Drobisz
- od 1. 7. 2022 Mgr. Zdenko Vavro, farář, od 1. 7. 2023 Mgr. Jiří Filipec - farní vikář

Podle Jiřího Kopřivy, amatérského velkopolomského historia, se v kostele sv. Václava od roku 1508 vystřídalo 26 farářů a 48 kaplanů.